# イクノディクタス
イクノディクタス（欧字名:Ikuno Dictus、1987年4月16日 - 2019年2月7日）は、日本の競走馬、繁殖牝馬。主な勝ち鞍に1991年の京阪杯、1992年の金鯱賞、小倉記念、オールカマー。主戦騎手は村本善之。
現役時代は中央競馬で51戦ものレースに出走し、引退まで一度も故障せずに走り続け、「鉄の女」と呼ばれた。

## 来歴
イクノディクタスは、1988年夏の2歳馬セリ市にて930万円で購買された。
しかし、3歳時に屈腱炎を発症。デビューどころか安楽死処分も検討された状況であった。そこで関係者は「骨折以外の脚の故障は装蹄で治せる」という持論を持った装蹄師の福永守に相談し、彼に一時預けられた後、故障が完治し競走馬としてのデビューが可能になった。ただし、屈腱炎だったかは疑問の余地があり、当時の技術では屈腱炎と診断されたが、実態は違う病態だった可能性がある。
1989年7月小倉競馬場でデビューし、新馬戦、フェニックス賞を連勝。順調なスタートであったが、単枠指定馬として圧倒的人気となった小倉3歳ステークスでハギノハイタッチの9着に敗れ、その後も3戦も全て敗退に終わった。
翌1990年、春は桜花賞11着、優駿牝馬9着など全くいいところ無く敗れる。秋はサファイヤステークスで3着、ローズステークスで差の無い2着、エリザベス女王杯で4着とその後に期待を持たせる結果だったが、結局この年は7戦して勝ち星をあげることは出来なかった。
1991年。マイラーズカップまで3戦して全敗。ここまで14連敗と勝ち星から遠ざかっていたが、コーラルステークスで久々の勝利をあげた。この後一戦をはさんで京阪杯で初の重賞制覇をしている。その後は6連敗であったが、北九州記念と朝日チャレンジカップの2着となった。この後一時休養に入り、そのままこの年を終えた。
1992年。関門橋ステークスから始動するも新潟大賞典まで6戦して全敗。エメラルドステークスで久々に勝利する。続く金鯱賞では自身2度目の重賞制覇を果たした。高松宮杯で12着と大敗するが、小倉記念でレッツゴーターキンをハナ差退け勝利。続くオールカマーではオグリキャップの持っていたレコードタイムを塗り替えると共に重賞2連勝を果たし、この後の毎日王冠ではGI優勝馬ダイタクヘリオスに喰らい付いての2着と、好走を続けていた。この後4戦したGIレースでは敗退したが、そのレース振りが評価されてこの年のJRA賞最優秀5歳以上牝馬（部門名は当時）を受賞した。
1993年。日経賞、産經大阪杯で敗れ、天皇賞（春）にも出走するが9着と敗退。しかし続く安田記念でヤマニンゼファーの2着に入り、ダイイチルビーの持っていた記録を抜き、当時の歴代賞金女王の座に着いた。この安田記念では、イクノディクタスは14番人気だったため大万馬券となったが、陣営としても予想外の走りだったようで、主戦の村本をして「こんな走りをするとは…出てみるものですね。」とコメントするほどだった。続く宝塚記念でもメジロマックイーンの2着に入線し、初の賞金5億円獲得牝馬となった。この後テレビ愛知オープンで勝利するが、その後はまたも勝ちきれないレースが続き、富士ステークス（OP）の8着を最後に現役を引退した。

## 競走成績
以下の内容は、netkeiba.comおよびJBISサーチ、に基づく。
| 年月日     | 競馬場 | 競走名                | 格   | 距離（馬場）  | 頭 数 | 枠 番 | 馬 番 | オッズ（人気） | 着順 | タイム （上り3F/4F） | 着差 | 騎手     | 斤量 （kg） | 勝ち馬/（2着馬）       |
| ---------- | ------ | --------------------- | ---- | ------------- | ----- | ----- | ----- | -------------- | ---- | -------------------- | ---- | -------- | ----------- | ---------------------- |
| 1989.07.23 | 小倉   | 3歳新馬               |      | 芝1000m（良） | 14    | 2     | 2     | 06.5（3人）    | 1着  | 0.58.6 (35.0)        | -0.2 | 西浦勝一 | 53          | （オースミマイシン）   |
| 0000.08.19 | 小倉   | フェニックス賞        | OP   | 芝1200m（良） | 8     | 8     | 8     | 04.1（2人）    | 1着  | R 1:10.1 (35.4)      | -0.7 | 西浦勝一 | 53          | （ハギノハイタッチ）   |
| 0000.09.03 | 小倉   | 小倉3歳S              | GIII | 芝1200m（重） | 11    | 6     | 8     | 01.7（1人）    | 9着  | 1:13.3 (38.3)        | -2.1 | 西浦勝一 | 53          | ハギノハイタッチ       |
| 0000.10.14 | 京都   | 萩S                   | OP   | 芝1200m（良） | 9     | 8     | 8     | 02.9（2人）    | 6着  | 1:11.5 (47.5)        | -1.3 | 西浦勝一 | 53          | ヘイセイトミオー       |
| 0000.11.11 | 京都   | デイリー杯3歳S        | GII  | 芝1400m（良） | 10    | 8     | 9     | 21.1（7人）    | 5着  | 1:23.8 (47.7)        | -0.7 | 西浦勝一 | 53          | ヤマニングローバル     |
| 0000.12.10 | 阪神   | ラジオたんぱ3歳牝馬S  | GIII | 芝1600m（良） | 11    | 7     | 8     | 06.9（4人）    | 3着  | 1:36.0 (48.3)        | -0.2 | 西浦勝一 | 53          | レガシーワイス         |
| 1990.03.18 | 阪神   | 報知杯4歳牝馬特別     | GII  | 芝1400m（良） | 16    | 6     | 12    | 18.8（8人）    | 11着 | 1:25.4 (50.2)        | -1.5 | 西浦勝一 | 54          | エイシンサニー         |
| 0000.04.08 | 阪神   | 桜花賞                | GI   | 芝1600m（重） | 18    | 8     | 16    | 100.9（18人）  | 11着 | 1:40.7 (50.9)        | -3.6 | 西浦勝一 | 55          | アグネスフローラ       |
| 0000.04.29 | 東京   | サンスポ賞4歳牝馬特別 | GII  | 芝2000m（良） | 16    | 2     | 4     | 35.9（12人）   | 6着  | 2:02.1 (36.8)        | -0.6 | 中舘英二 | 54          | キョウエイタップ       |
| 0000.05.20 | 東京   | 優駿牝馬              | GI   | 芝2400m（良） | 20    | 1     | 1     | 87.6（18人）   | 9着  | 2:27.9 (38.7)        | -1.8 | 中舘英二 | 55          | エイシンサニー         |
| 0000.09.30 | 中京   | サファイヤS           | GIII | 芝1700m（不） | 10    | 8     | 9     | 16.3（8人）    | 3着  | 1:46.7 (39.6)        | -1.0 | 村本善之 | 53          | ヌエボトウショウ       |
| 0000.10.21 | 京都   | ローズS               | GII  | 芝2000m（良） | 14    | 1     | 1     | 23.8（10人）   | 2着  | 2:00.6 (47.5)        | -0.0 | 村本善之 | 55          | カツノジョオー         |
| 0000.11.11 | 京都   | エリザベス女王杯      | GI   | 芝2400m（良） | 18    | 7     | 13    | 14.2（9人）    | 4着  | 2:26.2 (48.4)        | -0.7 | 村本善之 | 55          | キョウエイタップ       |
| 1991.01.27 | 京都   | 京都牝馬特別          | GIII | 芝1600m（良） | 16    | 5     | 10    | 85.1（14人）   | 7着  | 1:35.4 (47.4)        | -0.6 | 松永昌博 | 52          | ダイイチルビー         |
| 0000.02.09 | 京都   | すばるS               | OP   | 芝2000m（良） | 11    | 6     | 7     | 17.1（7人）    | 4着  | 2:01.1 (47.5)        | -0.9 | 武豊     | 52          | ミスターアロマック     |
| 0000.02.24 | 中京   | マイラーズC           | GII  | 芝1700m（良） | 13    | 8     | 12    | 13.4（7人）    | 3着  | 1:42.1 (37.0)        | -0.9 | 松永昌博 | 54          | ダイタクヘリオス       |
| 0000.03.23 | 京都   | コーラルS             | OP   | 芝1400m（不） | 15    | 1     | 1     | 11.2（4人）    | 1着  | 1:22.7 (47.5)        | -0.0 | 松永昌博 | 52          | （パッシングルート）   |
| 0000.04.21 | 東京   | 京王杯スプリングC     | GII  | 芝1400m（良） | 18    | 5     | 10    | 32.3（12人）   | 11着 | 1:22.5 (35.8)        | -1.0 | 松永昌博 | 54          | ダイイチルビー         |
| 0000.05.12 | 京都   | 京阪杯                | GIII | 芝2000m（稍） | 13    | 7     | 10    | 10.0（7人）    | 1着  | 2:02.4 (47.3)        | -0.2 | 村本善之 | 54          | （センターショウカツ） |
| 0000.06.02 | 京都   | 阪急杯                | GIII | 芝1400m（不） | 14    | 4     | 7     | 07.2（2人）    | 10着 | 1:24.8 (49.4)        | -1.3 | 村本善之 | 55          | ジョーロアリング       |
| 0000.06.16 | 中京   | 金鯱賞                | GIII | 芝1800m（良） | 12    | 6     | 8     | 07.7（5人）    | 7着  | 1:47.1 (35.7)        | -0.5 | 村本善之 | 55          | ムービースター         |
| 0000.07.14 | 小倉   | 小倉日経賞            | OP   | 芝1700m（良） | 8     | 1     | 1     | 04.0（3人）    | 3着  | 1:40.7 (34.5)        | -0.2 | 村本善之 | 55          | ホクセイシプレー       |
| 0000.08.04 | 小倉   | 北九州記念            | GIII | 芝1600m（良） | 12    | 3     | 3     | 08.1（4人）    | 2着  | 1:47.2 (35.8)        | -0.3 | 村本善之 | 55          | ムービースター         |
| 0000.08.25 | 小倉   | 小倉記念              | GIII | 芝2000m（良） | 10    | 4     | 4     | 04.1（2人）    | 3着  | 2:03.1 (35.2)        | -0.4 | 村本善之 | 55          | ナイスネイチャ         |
| 0000.09.15 | 中京   | 朝日チャレンジC       | GIII | 芝2000m（稍） | 16    | 5     | 10    | 12.0（6人）    | 2着  | 1:59.4 (35.1)        | -0.3 | 村本善之 | 55          | ヌエボトウショウ       |
| 1992.02.02 | 小倉   | 関門橋S               | OP   | 芝2000m（良） | 11    | 5     | 5     | 08.5（4人）    | 2着  | 2:01.0 (37.2)        | -0.3 | 内田国夫 | 56          | ミスタースペイン       |
| 0000.02.23 | 小倉   | 小倉大賞典            | GIII | 芝1800m（良） | 16    | 8     | 16    | 05.7（2人）    | 10着 | 1:50.6 (37.5)        | -0.9 | 安田隆行 | 55          | ワイドバトル           |
| 0000.03.22 | 中京   | 中京記念              | GIII | 芝2000m（稍） | 13    | 5     | 7     | 07.3（4人）    | 8着  | 2:01.5 (37.4)        | -0.9 | 村本善之 | 55          | ムービースター         |
| 0000.04.05 | 阪神   | 産経大阪杯            | GII  | 芝2000m（良） | 8     | 8     | 8     | 116.5（7人）   | 4着  | 2:06.9 (48.3)        | -0.6 | 村本善之 | 55          | トウカイテイオー       |
| 0000.05.03 | 東京   | メトロポリタンS       | OP   | 芝2300m（良） | 11    | 1     | 1     | 06.5（3人）    | 2着  | 2:21.8 (36.5)        | -0.0 | 武豊     | 57          | カミノスオード         |
| 0000.05.17 | 新潟   | 新潟大賞典            | GIII | 芝2200m（良） | 13    | 1     | 1     | 10.8（5人）    | 4着  | 2:14.9 (49.3)        | -1.5 | 内田国夫 | 55          | メジロパーマー         |
| 0000.05.30 | 阪神   | エメラルドS           | OP   | 芝2500m（稍） | 7     | 5     | 5     | 03.3（2人）    | 1着  | 2:39.4 (49.7)        | -0.0 | 村本善之 | 56          | （ビワラッキー）       |
| 0000.06.21 | 中京   | 金鯱賞                | GIII | 芝1800m（良） | 16    | 2     | 3     | 05.9（1人）    | 1着  | 1:47.5 (36.3)        | -0.3 | 村本善之 | 55          | （リターンエース）     |
| 0000.07.12 | 中京   | 高松宮杯              | GII  | 芝2000m（稍） | 18    | 8     | 16    | 07.6（3人）    | 12着 | 2:02.3 (38.8)        | -1.7 | 村本善之 | 55          | ミスタースペイン       |
| 0000.08.30 | 小倉   | 小倉記念              | GIII | 芝2000m（良） | 10    | 1     | 1     | 05.9（4人）    | 1着  | 2:01.0 (37.8)        | -0.0 | 村本善之 | 57          | （レッツゴーターキン） |
| 0000.09.20 | 中山   | オールカマー          | GIII | 芝2200m（良） | 14    | 4     | 6     | 11.3（4人）    | 1着  | R 2:12.1 (35.6)      | -0.4 | 村本善之 | 54          | （サクラヤマトオー）   |
| 0000.10.11 | 東京   | 毎日王冠              | GII  | 芝1800m（良） | 11    | 7     | 9     | 05.0（3人）    | 2着  | 1:45.7 (35.2)        | -0.1 | 村本善之 | 55          | ダイタクヘリオス       |
| 0000.11.01 | 東京   | 天皇賞（秋）          | GI   | 芝2000m（良） | 18    | 4     | 8     | 16.3（4人）    | 9着  | 1:59.4 (37.9)        | -0.8 | 村本善之 | 56          | レッツゴーターキン     |
| 0000.11.22 | 京都   | マイルCS              | GI   | 芝1600m（良） | 18    | 6     | 12    | 31.7（10人）   | 9着  | 1:34.3 (35.5)        | -1.0 | 村本善之 | 55          | ダイタクヘリオス       |
| 0000.11.29 | 東京   | ジャパンC             | GI   | 芝2400m（重） | 14    | 2     | 2     | 65.0（14人）   | 9着  | 2:26.7 (38.3)        | -2.1 | 村本善之 | 55          | トウカイテイオー       |
| 0000.12.27 | 中山   | 有馬記念              | GI   | 芝2500m（良） | 16    | 6     | 11    | 67.3（16人）   | 7着  | 2:34.1 (35.0)        | -0.6 | 村本善之 | 54          | メジロパーマー         |
| 1993.03.21 | 中山   | 日経賞                | GII  | 芝2500m（良） | 12    | 5     | 6     | 18.6（5人）    | 6着  | 2:36.5 (35.1)        | -0.7 | 村本善之 | 55          | ライスシャワー         |
| 0000.04.04 | 阪神   | 産経大阪杯            | GII  | 芝2000m（良） | 16    | 6     | 11    | 29.0（6人）    | 6着  | 2:04.7 (50.1)        | -1.4 | 村本善之 | 55          | メジロマックイーン     |
| 0000.04.25 | 京都   | 天皇賞（春）          | GI   | 芝3200m（良） | 15    | 7     | 13    | 169.3（14人）  | 9着  | 3:19.8 (38.3)        | -2.7 | 村本善之 | 56          | ライスシャワー         |
| 0000.05.16 | 東京   | 安田記念              | GI   | 芝1600m（良） | 16    | 3     | 6     | 109.6（14人）  | 2着  | 1:33.7 (34.9)        | -0.2 | 村本善之 | 55          | ヤマニンゼファー       |
| 0000.06.13 | 阪神   | 宝塚記念              | GI   | 芝2200m（良） | 11    | 2     | 2     | 40.9（8人）    | 2着  | 2:18.0 (37.7)        | -0.3 | 村本善之 | 54          | メジロマックイーン     |
| 0000.06.26 | 中京   | テレビ愛知OP          | OP   | 芝2000m（重） | 10    | 5     | 5     | 01.7（1人）    | 1着  | 2:00.2 (35.1)        | -0.3 | 村本善之 | 54          | （グラールストーン）   |
| 0000.09.19 | 中山   | オールカマー          | GIII | 芝2200m（良） | 13    | 5     | 7     | 12.0（4人）    | 7着  | 2:14.3 (35.1)        | -1.7 | 村本善之 | 54          | ツインターボ           |
| 0000.10.10 | 東京   | 毎日王冠              | GII  | 芝1800m（良） | 13    | 4     | 4     | 13.2（6人）    | 7着  | 1:46.4 (35.6)        | -0.9 | 村本善之 | 55          | シンコウラブリイ       |
| 0000.10.31 | 東京   | 天皇賞（秋）          | GI   | 芝2000m（良） | 17    | 8     | 16    | 43.2（16人）   | 10着 | 2:00.2 (36.2)        | -1.3 | 村本善之 | 56          | ヤマニンゼファー       |
| 0000.11.14 | 東京   | 富士S                 | OP   | 芝1800m（重） | 12    | 1     | 1     | 09.3（5人）    | 8着  | 1:48.7 (36.2)        | -0.5 | 田島信行 | 55          | マチカネタンホイザ     |

- 枠番・馬番の太字は単枠指定を示す。

## 引退後
引退後は北海道新冠町の五丸農場で繁殖牝馬となった。繁殖入りしてからは発情がなかなか来ず、初年度は注射の力を借りて受胎させている。この時の配合相手はメジロマックイーンであり、武豊の「（メジロマックイーンは）イクノディクタスに想いを寄せていたのでは?」といった証言もあった。産駒はキソジクイーンという競走名で中央競馬デビューし、そのデビュー戦では武豊が騎乗するなど期待されていたが計11戦して未勝利で引退となった。その後も産駒はコンスタントに出しているが、産駒の成績は国内、中央競馬では未勝利であり、競走馬時代の自身の成績ほど奮わなかった。2003年生まれのYawata Berg（ヤワタベルグ、父:キャプテンスティーヴ）は大韓民国に競走馬として輸出され当地で3勝をあげ重賞にも出走するなどした。なお、2008年にノーリーズンとの交配を行なったが不受胎に終わったため、繁殖牝馬からも引退した。
その後同牧場で功労馬として繋養され、ファンからはイクノ姉さんとも呼ばれていたが、2019年に入ると体調を崩し、同年2月7日未明に老衰のため死亡した。

### 産駒一覧
|        | 生年   | 馬名                         | 性 | 毛色   | 父                     | 馬主                                     | 管理調教師                                                                     | 戦績                      | 主な成績 | 出典   |
| ------ | ------ | ---------------------------- | -- | ------ | ---------------------- | ---------------------------------------- | ------------------------------------------------------------------------------ | ------------------------- | -------- | ------ |
| 初仔   | 1995年 | キソジクイーン               | 牝 | 栗毛   | メジロマックイーン     | 皆吉康子 →皆吉惇                         | 栗東・福島信晴                                                                 | 11戦0勝（抹消・繁殖）     |          | [ 44 ] |
| 2番仔  | 1996年 | フユノシェクル               | 牝 | 鹿毛   | メジロライアン         | 藤立啓一                                 | 栗東・福島信晴                                                                 | 10戦0勝（抹消）           |          | [ 46 ] |
| 3番仔  | 1997年 | イクノハレスガタ             | 牝 | 栗毛   | アルカング             | 勝野憲明                                 | 栗東・福島信晴                                                                 | 5戦0勝（抹消・繁殖）      |          | [ 48 ] |
| 4番仔  | 1998年 | マジカルコマンド             | 牡 | 栗毛   | シンボリルドルフ       | 亀井弘 →亀井郁                           | 栗東・崎山博樹 →愛知・竹下直人 →佐賀・鮫島勉 →佐賀・古賀光範                   | 56戦2勝（抹消・不明）     |          | [ 53 ] |
|        | 1999年 |                              |    |        | ブラッシングジョン     |                                          |                                                                                |                           |          | [ 39 ] |
|        | 2000年 |                              |    |        | ブラッシングジョン     |                                          |                                                                                |                           |          | [ 39 ] |
| 5番仔  | 2001年 | アンベリール                 | 牝 | 栗毛   | サクラローレル         | ターフ・スポート                         | 栗東・福島信晴                                                                 | 4戦0勝（抹消・繁殖）      |          | [ 55 ] |
| 7番仔  | 2002年 | シゲルアマゾネス             | 牝 | 栗毛   | クロコルージュ         | 森中蕃                                   | 栗東・大根田裕也                                                               | 2戦0勝（抹消・繁殖）      |          | [ 57 ] |
| 8番仔  | 2003年 | Yawata Berg （ヤワタベルグ） | 牡 | 栗毛   | キャプテンスティーヴ   | 平岩健一 →大韓民国                       | 美浦・菊川正達 →大韓民国                                                       | 31戦3勝（大韓民国・不明） |          | [ 58 ] |
| 9番仔  | 2004年 | キャストライト               | 牝 | 鹿毛   | アジュディケーティング | 田中春美 →吉岡秀宜                       | 美浦・蛯名信広 →大井・高橋三郎 →大井・井上弘之 →浦和・横山保 →大井・山藤統宏   | 34戦1勝（抹消・不明）     |          | [ 63 ] |
|        | 2005年 |                              | 牡 | 栗毛   | コロナドズクエスト     |                                          |                                                                                |                           |          | [ 64 ] |
| 10番仔 | 2006年 | インターアリオス             | 牝 | 栗毛   | マーベラスサンデー     | 石瀬浩三 →増本光夫 →野口幹雄 →ホースケア | 美浦・嶋田功 →兵庫・保利良次 →北海道・山中静治 →佐賀・矢野久美 →岩手・及川良春 | 43戦0勝（抹消・不明）     |          | [ 70 ] |
|        | 2007年 |                              |    |        | タップダンスシチー     |                                          |                                                                                |                           |          | [ 39 ] |
| 11番仔 | 2008年 | アイズドーター               | 牝 | 黒鹿毛 | ノーリーズン           | 五丸忠雄 →ファーストビジョン             | 北海道・高橋司 →金沢・松野勝己 →兵庫・三宅直之                                 | 24戦0勝（抹消・不明）     |          | [ 74 ] |
|        | 2009年 |                              |    |        | ノーリーズン           |                                          |                                                                                |                           |          | [ 39 ] |

## エピソード ・その他
- 全9勝の内8勝が5月から9月の夏場に勝ったものであり、このことから夏女という異名もあった[40]。
- 3歳時に発症した屈腱炎については当時の検査方法が獣医師の手先の感覚に頼った触診しかなく、その後の活躍から「本当は屈腱炎ではなく腱鞘炎だったのではないか」という記事が中日スポーツに掲載されている[75]。
- 競馬評論家の大川慶次郎は「歴史に残る名馬であるのは間違いないが、牝馬はなるべく早くに母馬にしてあげたい。イクノディクタスは競走に使い過ぎた」としている[76]。

## 血統表
| イクノディクタスの血統                       | イクノディクタスの血統                                  | イクノディクタスの血統  | （血統表の出典）        | （血統表の出典） |
| 父系                                         | ファイントップ系                                        | ファイントップ系        | ファイントップ系        | [ § 2 ]          |
| 父 *ディクタス Dictus 1967 栗毛 （フランス） | 父の父Sanctus 1960 鹿毛（仏）                           | Fine Top                | Fine Art                | Fine Art         |
| 父 *ディクタス Dictus 1967 栗毛 （フランス） | 父の父Sanctus 1960 鹿毛（仏）                           | Fine Top                | Toupie                  |                  |
| 父 *ディクタス Dictus 1967 栗毛 （フランス） | 父の父Sanctus 1960 鹿毛（仏）                           | Sanelta                 | Tourment                | Tourment         |
| 父 *ディクタス Dictus 1967 栗毛 （フランス） | 父の父Sanctus 1960 鹿毛（仏）                           | Sanelta                 | Saranella               |                  |
| 父 *ディクタス Dictus 1967 栗毛 （フランス） | 父の母Doronic 1960 鹿毛（仏）                           | Worden                  | Wild Risk               | Wild Risk        |
| 父 *ディクタス Dictus 1967 栗毛 （フランス） | 父の母Doronic 1960 鹿毛（仏）                           | Worden                  | Sans Tares              |                  |
| 父 *ディクタス Dictus 1967 栗毛 （フランス） | 父の母Doronic 1960 鹿毛（仏）                           | Dulzetta                | Bozzetto                | Bozzetto         |
| 父 *ディクタス Dictus 1967 栗毛 （フランス） | 父の母Doronic 1960 鹿毛（仏）                           | Dulzetta                | Dulcimer                |                  |
| 母 ダイナランディング 1980 鹿毛 （日本）     | 母の父*ノーザンテースト Northern Taste 1971 栗毛 （加） | Northern Dancer         | Nearctic                | Nearctic         |
| 母 ダイナランディング 1980 鹿毛 （日本）     | 母の父*ノーザンテースト Northern Taste 1971 栗毛 （加） | Northern Dancer         | Natalma                 |                  |
| 母 ダイナランディング 1980 鹿毛 （日本）     | 母の父*ノーザンテースト Northern Taste 1971 栗毛 （加） | Lady Victoria           | Victoria Park           | Victoria Park    |
| 母 ダイナランディング 1980 鹿毛 （日本）     | 母の父*ノーザンテースト Northern Taste 1971 栗毛 （加） | Lady Victoria           | Lady Angela             |                  |
| 母 ダイナランディング 1980 鹿毛 （日本）     | 母の母*ナイスランディング Nice Randing 1965 鹿毛（米）  | First Landing           | Turn-to                 | Turn-to          |
| 母 ダイナランディング 1980 鹿毛 （日本）     | 母の母*ナイスランディング Nice Randing 1965 鹿毛（米）  | First Landing           | Hildene                 |                  |
| 母 ダイナランディング 1980 鹿毛 （日本）     | 母の母*ナイスランディング Nice Randing 1965 鹿毛（米）  | Pashamina               | Le Pacha                | Le Pacha         |
| 母 ダイナランディング 1980 鹿毛 （日本）     | 母の母*ナイスランディング Nice Randing 1965 鹿毛（米）  | Pashamina               | Perfume                 |                  |
| 母系(F-No.)                                  | (FN:1-w)                                                | (FN:1-w)                | (FN:1-w)                | [ § 3 ]          |
| 5代内の近親交配                              | Lady Angela 5･4（母内）                                 | Lady Angela 5･4（母内） | Lady Angela 5･4（母内） | [ § 4 ]          |
| 出典                                         | 1. 2. 3. 4.                                             | 1. 2. 3. 4.             | 1. 2. 3. 4.             | 1. 2. 3. 4.      |

- 主な近親に2010年の天皇賞（春）勝ち馬ジャガーメイル、2008年のスワンステークス勝ち馬のマイネルレーニアがいる。